# 青柴憲一
青柴 憲一（あおしば けんいち、1912年9月1日〈大正元年〉 - 1945年11月1日〈昭和20年〉）は、京都府出身のプロ野球選手（投手）。

## 来歴・人物
1930年に旧関西六大学野球連盟に加盟した立命館大学野球部に所属。1932年から1933年ごろはその快速球で京都の野球界を風靡しており、京都商業学校時代の沢村栄治から目標とされる程の存在だった。また、島秀之助も戦前で最も印象に残った選手の一人として、青柴憲一の名を挙げている。大学時代のチームメイトに後藤正・村川幸信（社会人野球の明電舎でもバッテリーを組んだ）がいる。
立命館大学を中退して、渡辺商店や東洋ベアリングでプレー。1934年のベーブ・ルース率いる全米選抜チーム来日時には、11月8日の湯の川球場（北海道函館市）での試合に全日本選抜チームの投手として先発。初回にアール・アベリルに満塁ホームランを打たれ、2-5で敗れた。同年12月26日に大日本東京野球倶楽部（現在の読売ジャイアンツの前身）が創設されると同時に入団を請われ入団。沢村栄治やヴィクトル・スタルヒンの影に隠れてあまり活躍の機会はなかったが、1937年秋季に2勝1敗ながら防御率2.67を記録してリーグ9位に入っている。
1938年秋に戦局の悪化にともない陸軍に召集され戦地へ。その後、除隊して明電舎や大連実業団でもプレーしたが、職業野球に復帰することなく、1945年に平壌第一陸軍病院で病死した。喘息の持病があったと言われている。東京ドーム敷地内にある鎮魂の碑に、彼の名前が刻まれている。
1947年秋に国民リーグへの参加を目的に元中部日本監督・竹内愛一が京都府出身者を中心に「京都団」というチームの結成を試みた。結局、チーム実現には至らなかったが、当時マスコミに発表されていたレギュラーメンバー予定者9名の中に、戦死したことが判明していなかった青柴の名も含まれていた。
野球殿堂博物館には、青柴が1936年に着用したユニフォームが収蔵されている。

## 選手としての特徴
大学時代は快速球で鳴らしたが、巨人入団後はスリークォーターから、右打者の外角へスーッと逃げるボールでいい味を出していた。

## 人物
当時中野のアパートに住んでいたが、アパートから10分ほどの所にある丸井（現在の丸井中野本店）で月賦で背広を買い、その足で質屋に行って背広を質草に現金を借りる方法を編み出し、金回りが良かった。当時の巨人では給料の前借りはできなかったため、他の選手も現金が必要な時は同じ方法を利用していたという。また、青柴は当時としてはおしゃれのセンスが抜群で、借りた現金で、オメガの時計、ステットソンの帽子、ヒコックのベルトなどの舶来品を買って身につけていた。
大学卒業後に呉服商のチームにいただけあって非常に器用であった。ある時、丸井で買ってきた背広について、表の柄より裏の柄が気に入ったとして、背広を自分の手でほどき、三日三晩かけて表と裏をひっくり返して、完全に背広を作り替えてしまった。

## 詳細情報

### 年度別投手成績
| 年 度     | 球 団     | 登 板 | 先 発 | 完 投 | 完 封 | 無 四 球 | 勝 利 | 敗 戦 | セ 丨 ブ | ホ 丨 ル ド | 勝 率 | 打 者 | 投 球 回 | 被 安 打 | 被 本 塁 打 | 与 四 球 | 敬 遠 | 与 死 球 | 奪 三 振 | 暴 投 | ボ 丨 ク | 失 点 | 自 責 点 | 防 御 率 | W H I P |
| --------- | --------- | ----- | ----- | ----- | ----- | -------- | ----- | ----- | -------- | ----------- | ----- | ----- | -------- | -------- | ----------- | -------- | ----- | -------- | -------- | ----- | -------- | ----- | -------- | -------- | ------- |
| 1936春    | 巨人      | 2     | 1     | 0     | 0     | 0        | 0     | 2     | --       | --          | .000  | 19    | 3.2      | 8        | 1           | 1        | --    | 0        | 2        | 0     | 0        | 4     | 3        | 7.36     | 2.45    |
| 1936秋    | 巨人      | 5     | 2     | 0     | 0     | 0        | 1     | 1     | --       | --          | .500  | 93    | 21.0     | 20       | 0           | 11       | --    | 1        | 8        | 0     | 0        | 7     | 3        | 1.29     | 1.48    |
| 1937春    | 巨人      | 1     | 0     | 0     | 0     | 0        | 0     | 0     | --       | --          | ----  | 10    | 3.0      | 1        | 0           | 0        | --    | 0        | 0        | 0     | 0        | 0     | 0        | 0.00     | 0.33    |
| 1937秋    | 巨人      | 13    | 3     | 0     | 0     | 0        | 2     | 1     | --       | --          | .667  | 215   | 53.1     | 35       | 2           | 18       | --    | 1        | 19       | 0     | 0        | 18    | 16       | 2.67     | 0.99    |
| 1938春    | 巨人      | 2     | 0     | 0     | 0     | 0        | 0     | 0     | --       | --          | ----  | 13    | 3.2      | 2        | 0           | 1        | --    | 0        | 0        | 0     | 0        | 0     | 0        | 0.00     | 0.82    |
| 通算：3年 | 通算：3年 | 23    | 6     | 0     | 0     | 0        | 3     | 4     | --       | --          | .429  | 350   | 84.2     | 66       | 3           | 31       | --    | 2        | 29       | 0     | 0        | 29    | 22       | 2.33     | 1.15    |

### 背番号
- 9  （1935年）
- 13 （1936年 - 1938年）